# Linvo
Линво е българска линукс дистрибуция, базирана на Slackware, идваща на жив диск, което значи, че може да се пробва без да се инсталира. Тази версия е с GNOME десктоп среда.

## Програми
Идва с всичко нужно за една операционна система. Офис пакет (OpenOffice.org разширен с плъгини), браузър (Firefox разширен с плъгини), музикален плеър с колекция (Rhythmbox), Skype, и много други програми, които ще ви улеснят живота. Съдържа всички възможни кодеци и отделно Флаш.

## Отличителни черти
Една отличителна черта е, че може да ползва портативни програми (програми в един файл), подобно на модулите в Slax. Разликата тук е, че могат да се ползват не само в живия диск, ами и на инсталирана система.
Друга отличителна черта е, че ползва initng вместо sysvinit. Това гарантира много по-бързо зареждане (около 15 секунди на инсталирана система), и също помага за много по-лесна конфигурация на дистрибуцията, и запазва KISS принципа.
Линво е единствената Slackware-базирана дистрибуция на жив диск с GNOME десктоп среда.

## Философия
1. Да няма дублиране на програми – по една програма за всяка цел

2. Да е нужна максимално малко конфигурация

3. Всички програми да са максимално близки до това, което искат авторите им – не се пачва нищо, освен ако кръпката не е одобрена от самите автори. Така се постига повече надеждност и стабилност.

Нова версия на Линво бива пусната когато е готова и не по график, което е с цел стабилна дистрибуция.